# 勝野実
勝野 実（かつの みのる、1891年（明治24年）6月17日 - 1957年（昭和32年）8月1日）は、日本の海軍軍人。最終階級は海軍少将。位階勲等功級は従四位勲二等功四級。

## 経歴
東京府出身。1912年（明治45年）7月、海軍兵学校第40期を卒業し、1913年（大正2年）12月、海軍少尉に任官。その後海軍砲術学校高等科を卒業し、「韓崎」分隊長、「時津風」「第3駆逐艦」各砲術長兼分隊長、「白露」駆逐艦長などを歴任した。1926年（大正15年）12月、海軍少佐進級と同時に「菫」駆逐艦長に着任し、以後「第二号駆逐艦」長、「鳥羽」艦長、「夕月」駆逐艦長、「大和」運用長などを歴任した。1932年（昭和7年）12月に海軍中佐に進級し、海軍兵学校副官、「青葉」副長などを経て、1937年（昭和12年）12月に海軍大佐に進級した。
1939年（昭和14年）12月に舞鶴海兵団長に就任し、1940年（昭和15年）11月に第16防備隊司令（第2遣支艦隊・海南島根拠地隊）を経て、1941年（昭和16年）7月に第16警備隊司令（海南警備府）に就任した。1942年（昭和17年）9月15日に横須賀第二海兵団長に就任し、11月1日に海軍少将に進級した。1943年（昭和18年）4月に第7連合特別陸戦隊司令官に就任し、南方方面に出征。同年9月1日に横須賀第二海兵団長に戻り、1944年（昭和19年）1月に同海兵団は武山海兵団と改称された。同年8月1日に支那方面艦隊司令部附となり、8月18日に上海海軍特別陸戦隊司令官に就任し、終戦を迎えた。1946年（昭和21年）4月30日に予備役に編入された。
1947年（昭和22年）11月28日、公職追放仮指定を受けた。

## 年譜
- 1912年（明治45年）7月17日 - 海軍兵学校卒業。吾妻乗組[3]
- 1913年（大正2年）
  - 5月1日 - 鞍馬乗組[3]
  - 12月1日 - 海軍少尉、宗谷乗組[3]
- 1914年（大正3年）
  - 3月23日 - 比叡乗組[3]
  - 8月15日 - 吾妻乗組[3]
  - 12月1日 - 三笠乗組[3]
- 1915年（大正4年）12月13日 - 海軍中尉、海軍水雷学校普通科学生[3]
- 1916年（大正5年）
  - 6月1日 - 海軍砲術学校普通科学生[3]
  - 12月1日 - 利根乗組[3]
- 1917年（大正6年）
  - 2月26日 - 柳艤装員[3]
  - 3月15日 - 柳乗組[3]
- 1918年（大正7年）
  - 11月1日 - 第二特務艦隊司令部附[3]
  - 12月1日 - 横須賀鎮守府附[3]
- 1919年（大正8年）
  - 1月18日 - 第13潜水艇隊附[3]
  - 4月1日 - 第13潜水隊附[3]
  - 12月1日 - 海軍大尉、海軍砲術学校高等科学生[3]
- 1920年（大正9年）12月1日 - 松乗組[3]
- 1921年（大正10年）12月1日 - 韓崎分隊長[3]
- 1922年（大正11年）
  - 8月1日 - 第2駆逐艦艤装員[3]
  - 9月30日 - 第2駆逐艦乗組[3]
  - 12月1日 - 時津風砲術長兼分隊長[3]
- 1923年（大正12年）
  - 4月10日 - 第3駆逐艦艤装員[3]
  - 6月10日 - 第3駆逐艦砲術長兼分隊長[3]
  - 12月1日 - 神風駆逐艦長兼海軍水雷学校教官[3]
- 1924年（大正13年）
  - 1月10日 - 免兼[3]
  - 12月1日 - 神風掃海艇長（類別変更）[3]
- 1925年（大正14年）
  - 8月1日 - 白露駆逐艦長[3]
  - 12月1日 - 第6号駆逐艦長[3]
- 1926年（大正15年）12月1日 - 海軍少佐、菫駆逐艦長[3]
- 1927年（昭和2年）
  - 6月20日 - 第二号駆逐艦長兼第八号駆逐艦長[3]
  - 8月10日 - 免兼[3]
  - 11月1日 - 第一遣外艦隊司令部附[3]
  - 12月1日 - 鳥羽艦長[3]
- 1929年（昭和4年）11月30日 - 文月駆逐艦長[3]
- 1930年（昭和5年）3月8日 - 夕月駆逐艦長[3]
- 1931年（昭和6年）
  - 1月8日 - 兼望月駆逐艦長 [3]
  - 4月1日 - 免兼[3]
  - 9月5日 - 兼望月駆逐艦長[3]
  - 12月1日 - 大和運用長[3]
- 1932年（昭和7年）
  - 2月5日 - 第3艦隊司令部附[3]
  - 5月10日 - 横須賀鎮守府附、海軍省教育局派遣勤務[3]
  - 12月1日 - 海軍中佐、海軍兵学校副官[3]
- 1935年（昭和10年）11月15日 - 青葉副長[3]
- 1936年（昭和11年）11月2日 - 呉海兵団副長兼教官[3]
- 1937年（昭和12年）12月1日 - 海軍大佐[3]
- 1938年（昭和13年）12月15日 - 舞鶴要港部附[3]
- 1939年（昭和14年）12月1日 - 舞鶴海兵団長[3]
- 1940年（昭和15年）11月15日 - 第16防備隊司令[3]
- 1941年（昭和16年）7月31日 - 第16警備隊司令（改称）[3]
- 1942年（昭和17年）
  - 7月20日 - 横須賀鎮守府附[3]
  - 8月11日 - 舞鶴鎮守府附[3]
  - 9月15日 - 横須賀第二海兵団長[3]
  - 11月1日 - 海軍少将[3]
- 1943年（昭和18年）
  - 4月8日 - 第8艦隊司令部附[3]
  - 4月20日 - 第7連合特別陸戦隊司令官[3]
  - 9月1日 - 横須賀鎮守府附[3]
  - 9月25日 - 横須賀第二海兵団長[3]
- 1944年（昭和19年）
  - 1月4日 - 武山海兵団長（改称）[3]
  - 8月10日 - 支那方面艦隊司令部附[7]
  - 8月18日 - 上海海軍特別陸戦隊司令官[7]
- 1946年（昭和21年）4月30日 - 予備役[7]